# Плужниково (Ивановская область)
Плужниково — деревня в составе Илья-Высоковского сельского поселения Пучежского района Ивановской области.

## Физико-географическая характеристика
Находится примерно в полукилометре от юго-западных окраин города Пучеж, в 130 км к востоку от областного центра города Иваново. Рядом с деревней проходит автодорога Пучеж — Иваново.
Деревня расположена на берегу речки Родинка в 2-2,5 км от берега Волги (Горьковское водохранилище).

## История
До революции деревня относилась к Горбунихинской волости Юрьевецкого уезда Костромской губернии. С 1918 года в составе Иваново-Вознесенской губернии, с 1929 года в составе Пучежского района Ивановской области, с 2005 года — в составе Илья-Высоковского сельского поселения.
До 1970-х гг. автомагистраль г. Пучеж — г. Иваново проходила через деревню. Напоминанием об этом является мощенная булыжником дорога Пучеж — Плужниково — Лихуниха.
До середины 1960-х гг. на юго-западной окраине деревни, на противоположном берегу речки Родинки действовала Стоюнинская начальная школа, в которой обучались также дети из окрестных деревень: Борисенки, Марковская, Дегтяриха, Лихуниха, Киселиха. Позднее в здании школы располагалась лечебница для алкозависимых. До настоящего времени здание школы не сохранилось.
Стоюнинская школа основана как земская школа в 1907 г.
В начале 1990-х гг. пространство между деревней и трассой Пучеж — Иваново было использовано под дачные участки, на которых в числе прочего возводились и небольшие постройки. К началу 2000-х гг. большинство участков было заброшено; строения стали ветшать.
В 2010-х гг. около Пучежа вдоль трассы на Иваново были посажены лесозащитные полосы из елей; по мере роста последних д. Плужниково стало практически не видно с трассы.
На северо-западной окраине деревни располагаются заброшенные строения мельницы и коровников.

## Население
| 2010 |
| ---- |
| 17   |

## Инфраструктура
Деревня представляет собой улицу с одноэтажными деревянными и кирпичными частными домовладениями. Деревня электрифицирована. С 2012 года осуществляются работы по газификации деревни.
Деревня фактически является продолжение ул. Кирова (быв. Лухская) г. Пучеж, на которой располагаются магазины, школа, храм (от деревни 1 - 1,5 км).

## Экономика
Вокруг деревни располагаются сельскохозяйственные угодья бывшего колхоза им. Ленина.
Жители деревни занимаются личным подсобным хозяйством, садоводством, огородничеством.

## Транспорт
Мимо деревни проходит автодорога Пучеж — Иваново - Москва / Пучеж - Нижний Новгород и дорога местного значения Пучеж - с. Илья-Высоково (во все эти города, а также в с. Илья-Высоково ходят автобусы из Пучежа). C автостанции г. Пучеж можно доехать до других населенных пунктов пригородного или междугороднего сообщения (Кинешма, Юрьевец).